# Béard-Géovreissiat
Béard-Géovreissiat (anteriormente Géovreissiat ) es una comuna francesa situada en el departamento de Ain, de la región de Auvernia-Ródano-Alpes.

## Demografía
| 225 | 238 | 279 | 323 | 455 | 714 | 865 | 999 | 1 051 |
| Para los censos de 1962 a 1999 la población legal corresponde a la población sin duplicidades (Fuente: INSEE [Consultar]) |     |     |     |     |     |     |     |       |

## Historia
Brion se segregó de Geovreissiat el 25 de marzo de 1845.